# Acrossocheilus beijiangensis
Acrossocheilus beijiangensis е вид лъчеперка от семейство Шаранови (Cyprinidae). Видът е незастрашен от изчезване.

## Разпространение
Разпространен е в Китай (Гуандун, Гуанси, Фудзиен и Хайнан) и Хонконг.

## Описание
На дължина достигат до 13,1 cm.
Популацията на вида е намаляваща.